# You Don't Get Me High Anymore
«You Don't Get Me High Anymore» (укр. Ти мене більше не п'яниш) — пісня американського гурту Phantogram, провідний сингл з третього студійного альбому Three, що вийшов 2016 року на лейблі Republic Records.
Написана в жанрі електро-рок, пісня була ближчою до попзвучання та більш орієнтованою на ротацію на радіо, аніж попередні композиції Phantogram. Вона побудована навколо барабанного семплу, запозиченого з пісні Едді Бо «Hook and Sling, Part I». У її тексті метафорично розповідається про залежність від наркотичних речовин і неможливість отримувати задоволення від життя. Окрім учасників дуету Phantogram Сари Бартел та Джоша Картера, співавторами композиції стали продюсер Рікі Рід та музикант Ден Вілсон.
«You Don't Get Me High Anymore» отримала переважно схвальні відгуки критиків і слухачів і піднялася на шосту сходинку в хіт-параді альтернативного року, опублікованому часописом «Білборд». Декілька виконавців пізніше виконували власні кавер-версії на пісню, зокрема рок-гурт Three Days Grace і співачка Біллі Айліш.

## Історія створення

### Третій альбом гурту

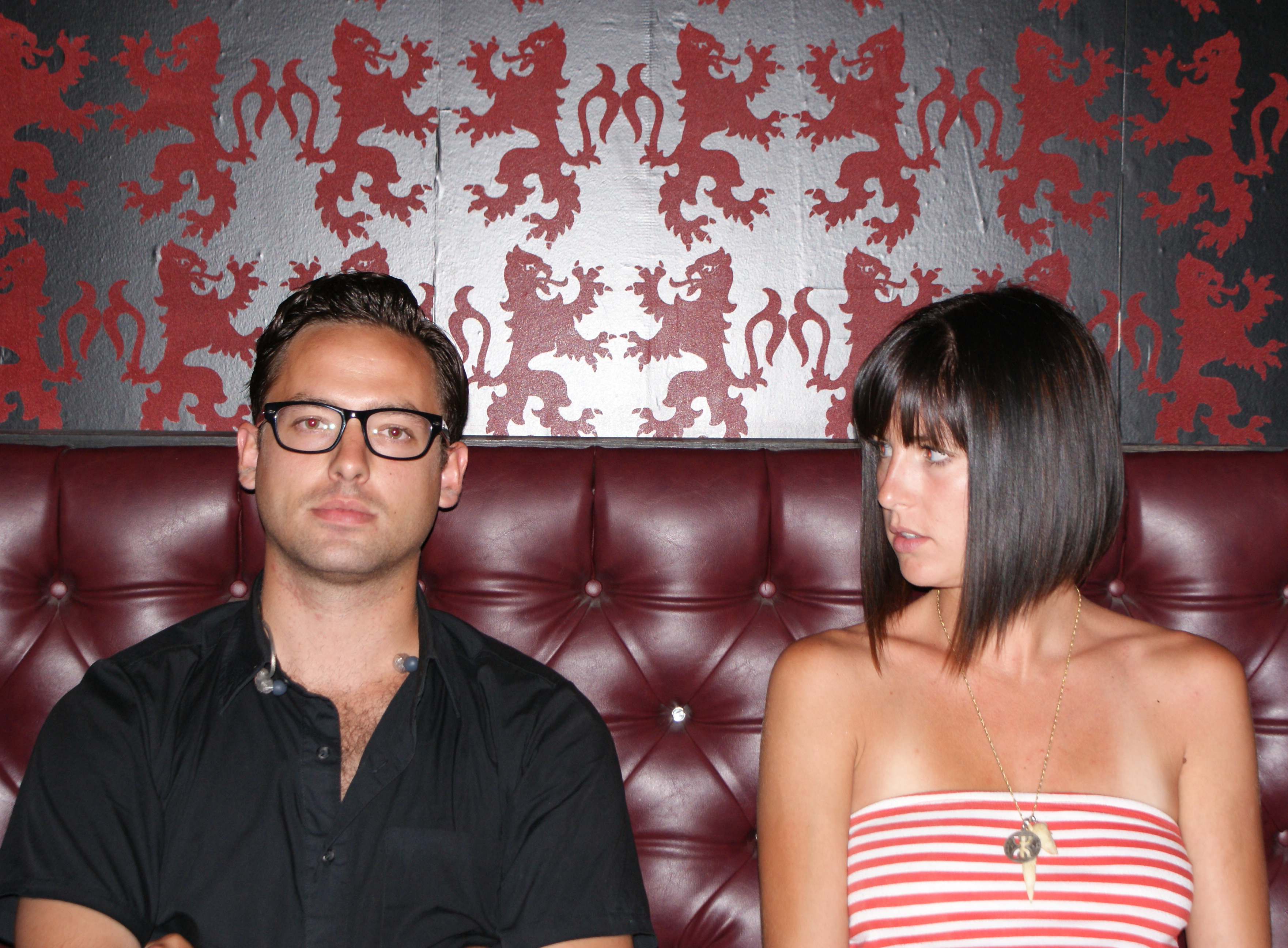
Phantogram: Джош Картер та Сара Бартел (2010)

Пісня «You Don't Get Me High Anymore» написана музикантами гурту Phantogram, заснованого у 2007 році друзями з містечка Гринвіч, штат Нью-Йорк: Сарою Бартел і Джошем Картером. Перші пару років музиканти створювали музику переважно для себе, поєднуючи декілька стилів — електронну музику, інді-рок, попмузику та трип-хоп — і безплатно роздаючи власні диски на вулицях. Протягом наступних десяти років вони видали два студійні альбоми Eyelid Movies (2009) і Voices (2014), стали відомими завдяки хітовій композиції «Black Out Days» та мали нагоду співпрацювати з такими виконавцями, як The Flaming Lips та Big Boi. Зокрема 2015 року Big Boi та Phantogram видали спільний альбом Big Grams, а також виступили разом на престижних фестивалях Bonnaroo та Lollapalooza. 
«You Don't Get Me High Anymore» стала однією з десяти пісень, записаних гуртом для свого третього студійного альбому, робота над яким протягом шести місяців велася в Лос-Анджелесі. Всі композиції платівки об'єднані темами незадоволення та жалоби. Велику роль в цьому відіграло те, що в січні 2016 року, під час запису альбому, старша сестра співачки Бекі Бартел наклала на себе руки.  

### Робота над піснею
Ідея створення пісні народилася після того, як Джош Картер знайшов цікаву частину барабанної партії в композиції Едді Бо «Hook and Sling, Part I», датованої 1969 роком. Він запозичив з неї два фрагменти: перший з барабанним ритмом, що повторювався протягом такту; другий — з коротким окликом «оу», який було суттєво змінено за допомогою ефектів пітч-шифтінгу (зміни висоти звучання) та реверберації та пропущено через підсилювач. Картер створив з них семпл у стилі фанку, який дуже сподобався Сарі Бартел, і вона наполягла на тому, що надалі працюватиме з ним самостійно. Ця демоверсія отримала робочу назву «Dope Yo!».
Сара Бартел додала до барабанного ритму «брудну» басову партію, створену на синтезаторі на своєму ноутбуці. Також вона почала працювати над вокалом, додаючи до акомпанементу мелодію без якихось конкретних слів. Зазвичай Бартел імпровізувала ad libitum на самоті, щоб досягнути потрібного емоційного стану, не підпускаючи до себе навіть Джоша Картера. Проте цього разу вона вперше зробила це в присутності інших, працюючи над піснею з продюсером Трікі Стюартом та співаком The-Dream в Атланті. Записавши декілька додаткових шарів з вокальними гармоніями та басом, вони зрозуміли, що пісня виходить занадто насиченою та оригінальний ритм майже не чутно, тому було вирішено прибрати частину інструментальних партій, додавши композиції «простору». Музична частина пісні здавалася авторам трохи страхітливою, тому вони вирішили написати схожий текст, який лякав би слухача, створював відчуття параної та підсилював загальне враження сюрреалізму.
Співавтором пісні став продюсер Рікі Рід. Саме він додав «примарний» звук синтезатора, який можна почути в інструментальному бриджі, в проміжку між агресивним барабанним ритмом та синтезованим басом, що постійно дзижчить на фоні. Сара Бартел і Джош Картер визнавали, що самі б ніколи не обрали таке звучання, і довгий час вони були невпевнені, що воно пасує композиції. Також Рід змінив аранжування, записавши партії духових, клавішних і басу на касетний магнітофон і використавши їх як семпли замість чистого звучання інструментів. Бартел і Картер були дуже здивовані подібним підходом продюсера. Кінцевий результат не відповідав тому, як вони бачили пісню ще на початку роботи над нею, і дует навіть розглядав можливість повернення до демоверсії. Проте продюсерові вдалося запевнити музикантів, менеджмент гурту та лейбл звукозапису, що його підхід робить композицію унікальною.

### Фінальний результат
«You Don't Get Me High Anymore» стала прикладом нового напрямку в розвитку Phantogram. Пісня майже повністю побудована на семплах, має фанкове звучання, містить синтезований бас і клавішні, характерні для 1980-х років, і поєднує емоційні мелодії з похмурими текстами. На відміну від попередньої творчості гурту та решти їхніх пісень, які іноді навіть не містили приспіву, повторюючи декілька акордів, «You Don't Get Me High Anymore» стала чи не найближчою до традиційної попмузики композицією з репертуару Phantogram. Вона побудована відповідно до куплетної музичної форми, поширеної в поп- та рок-музиці, складаючись з двох куплетів, передприспіву та приспіву. Також пісня містить характерні «гуки» — мелодійні фрагменти, що «чіпляють» слухача, — через що вона й була обрана як провідний сингл з альбому. Її назва «Ти мене більше не п'яниш» метафорично натякає на наркотичну або алкогольну залежність, разом з тим описуючи більш загальне відчуття того, що «ніщо не є достатньо хорошим» і що люди завжди прагнуть сильних почуттів, за якими вони сумують. За словами музикантів, подвійне значення текстів, а також поєднання «світлих» і «темних» фрагментів, яке вони порівнювали з «ментальністю Джекіла і Гайда», стали визначальними рисами не лише самої пісні, але й усього альбому.
В першому куплеті пісні головний герой прокидається вночі на задньому сидінні автівки, злякавшись кошмару, в якому в нього випали всі зуби — цей образ запозичено з реальних снів Джоша Картера. Далі він розуміє, що всі навколо нього «знаходяться під чимось», але йому цього вже недостатньо — мається на увазі не лише кількість «хімікатів», необхідних для задоволення, але й взагалі можливість насолоджуватися життям. В передприспіві «надісланий Богом хімічний друг» шепотить героєві на вухо, закликаючи «піти з ним до кінця та зазирнути в безодню». Нарешті, в приспіві головний герой визнає, що його вже ніщо не тішить: якщо раніше, щоб насолодитися, йому вистачало однієї (пляшки або дози), то тепер потрібно чотири. В другому куплеті герой зізнається, як важко залишатися собою та наскільки фальшивий вигляд має все навколо. Відносини з іншими людьми порівнюються з «целофановим пейзажем» та «рукостисканням манекенів», а життя — з відрепетируваною виставою в театрі ляльок або з перебуванням у «Шоу Трумена». Закінчується пісня багаторазовим повторенням головної фрази: «Ти мене більше не п'яниш».

### Учасники запису
- Автори пісні — С. Бартел / Дж. Картер / Е. Фредерік / Д. Вілсон / Е. Бокадж / А. Скрамуцца
- Продюсери — Рікі Рід та Джош Картер
- Співпродюсери — Сара Бартел та Ден Вілсон

- Сара Бартел — вокал
- Джош Картер — гітари, програмування, синтезатори
- Рікі Рід — бас, гітари, програмування, синтезатори
- Ден Вілсон — бас

- Звукорежисер — Ітан Шумакер (студія Elysian Park)
- Зведення — Менні Марроквін (студія Larrabee Studios)
- Звукорежисер зведення — Кріс Галланд
- Асистенти звукорежисера — Джеф Джексон та Робін Флорент

- Пісня містить фрагмент композиції «Hook and Sling Pt. 1» у виконанні Едді Бо. Автори — Едвін Бокадж та Альфред Скрамуцца[9].

## Вихід пісні

### Сингл
Сингл вийшов на 7-дюймовому вінілі. Сторона А містила чільну пісню «You Don't Get Me High Anymore», а сторона Б — композицію «Same Old Blues»

| #  | Назва                           | Тривалість |
| -- | ------------------------------- | ---------- |
| 1. | «You Don't Get Me High Anymore» | 3:40       |
| 2. | «Same Old Blues»                | 3:30       |

15 червня 2016 року пісня «You Don't Get Me High Anymore» вийшла першим синглом з альбому Three, реліз якого було заплановано на 16 вересня. Прем'єра композиції відбулася того ж дня у програмі новозеландського діджея Зейна Лоу на радіостанції Beats 1. В телефонному інтерв'ю музичному виданню Pitchfork Сара Бартел розповіла, що в новій роботі дуету буде розповідатися про горе та розпач: «У нас був начебто важкий рік, тому багато натхнення та драйву прийшло з нашого власного досвіду». Після першого прослухування «You Don't Get Me High Anymore» оглядач інтернет-видання Stereogum Кріс Девіль порівняв її з піснями «Myxomatosis» Radiohead та «Truffle Butter» Нікі Мінаж, а журналіст канадського видання Exclaim! Грегорі Адамс звернув увагу на семпл з ударних в жанрі нью-джек-свінг і партії синтезатора, насичені фуззом.
Протягом декількох днів після виходу цифрової версії синглу, «You Don't Get Me High Anymore» потрапила до 200 найкращих пісень у чартах стримінг-сервісу Spotify. Зокрема в Литві композиція увійшла до щотижневого чарту, посівши в ньому 187 місце, а в США, Австрії, Польщі, Швейцарії, Чехії та Угорщині — до щоденних чартів, де найвищою стала 95 позиція в Чехії. 9 липня 2016 року «You Don't Get Me High Anymore» дебютувала в американському чарті Alternative Songs, що щотижнево публікувався в часописі «Білборд». Описуючи новий альбом гурту та провідний сингл з нього, журналістка видання Кеті Бейн звернула увагу на гітарний риф, що нагадав їй творчість Muse, та текст про «автомобільні аварії, погляд у безодню та підвищене споживання хімікатів». «You Don't Get Me High Anymore» протрималася в хіт-параді пісень альтернативного року двадцять один тиждень, досягнувши шостої сходинки в кінці жовтня 2016 року.

### Відеокліп

Фрагмент відеокліпу «You Don't Get Me High Anymore», де можна побачити Сару Бартел на березі напіввисохлого озера Солтон-Сі

Відеокліп на пісню було знято на початку червня 2016 року, за тиждень до виходу синглу. Фільмування відбувалося в Південній Каліфорнії, на березі напіввисохлого солоного озера Солтон-Сі. За словами режисера Гранта Сінгера, відомого своєю співпрацею з The Weeknd, Future, Skrillex та Аріаною Гранде, відеокліп був «доволі темним і абстрактним». Сара Бартел стверджувала, що екологічний стан озера, оточеного мертвою рибою, був доволі трагічним: «Воно дуже красиве, лише смердить так, ніби хтось напердів». Джош Картер також підкреслював атмосферу смерті, що панувала на майданчику, але відзначав, що вона пасувала тим трагедіям, що сталися цього року, маючи на увазі не лише самогубство сестри Сари Бартел, але й смерті Прінса та Девіда Бові.
Кліп «You Don't Get Me High Anymore» було опубліковано 21 липня 2016 року. Завдяки великому бюджету, відео було насичено яскравими візуальними образами. В центрі кліпу — спокуслива героїня Сари Бартел, яка постає іноді у футуристичному одязі, а іноді — у бондажі. Оглядачка інтернет-видання Stereogum порівняла відео з тропічною екшн-мелодрамою, «водночас красивою і грізною», а на сайті Audiofemme кліп назвали «надихаючим вибухом, який змусить вас назавжди покінчити з тривалим захопленням, водночас залишаючи вас глибоко знервованим». У серпні 2016 гурт також випустив документальне «behind-the-scenes» відео, зняте під час виробництва кліпу.
Відеоматеріали з YouTube-каналу Phantogram
- «Lyric Video» — відео із текстом пісні
- «In The Studio» — запис зі студії
- «Live On The Tonight Show Starring Jimmy Fallon» — наживо на «Нічному шоу з Джиммі Феллоном[en]»
- «Official Music Video» — офіційний відеокліп
- «Behind The Scenes» — відео з-за лаштунків знімання кліпу
- «Live From Jimmy Kimmel Live!» — наживо на шоу «Джиммі Кіммел наживо!»
- «Live at Coachella 2017» — наживо на фестивалі Коачелла 2017

### Місця в чартах
| Хіт-парад (2016)             | Найвища позиція |        |
| ---------------------------- | --------------- | ------ |
| Hot Rock & Alternative Songs | 19              | [ 18 ] |
| Alternative Airplay          | 6               | [ 18 ] |
| Rock & Alternative Airplay   | 9               | [ 18 ] |
| Rock Digital Song Sales      | 43              | [ 18 ] |
| Hot Rock Songs               | 19              | [ 18 ] |
| Canada Rock                  | 18              | [ 18 ] |

| Хіт-парад (2016)          | Позиція |        |
| ------------------------- | ------- | ------ |
| Alternative Airplay Songs | 21      | [ 19 ] |

### Інші версії композиції
Концертна версія «You Don't Get Me High Anymore» увійшла до саундтреку серіалу «Гастролери» (англ. Roadies), що виходив на телеканалі Showtime. Вона була обрана однією з «Пісень дня», які виконувалася запрошеними музикантами на знімальному майданчику наживо, та увійшла до дев'ятого епізоду «The Corporate Gig». Як зазначив режисер серіалу Кемерон Кроу, «наше літо було наповнене чарівними моментами, що йшли один за іншим — від Phantogram і Джона Мелленкемпа до Холзі і навіть музиканта, який став актором, Machine Gun Kelly, з його щирим виконанням класичної композиції Lynyrd Skynyrd „Simple Man“». Сингл із живим записом «You Don't Get Me High Anymore» вийшов у цифровому форматі 19 серпня 2016 року, а весь саундтрек Roadies — 2 вересня 2016 року на лейблах Stardog/Republic Records.
В жовтні 2016 року гурт опублікував чотири ремікси на пісню «You Don't Get Me High Anymore» у виконанні ді-джеїв The Range, How to Dress Well, Attlas та Miami Horror. У січні 2017 року вийшов ще один ремікс канадського діджея та продюсера A-Trak за участю чикагзького хіп-хоп-виконавця Джоуї Пурпа.
| Дата           | Формат               | Версія                                    | Лейбл    | Пісня на YouTube               |        |
| -------------- | -------------------- | ----------------------------------------- | -------- | ------------------------------ | ------ |
| 16 червня 2016 | Цифрове завантаження | оригінал                                  | Republic | Official Audio                 | [ 25 ] |
| 19 серпня 2016 | Цифрове завантаження | концертна версія (з серіалу «Гастролери») | Republic |                                | [ 20 ] |
| 10 жовтня 2016 | Цифрове завантаження | ремікс The Range                          | Republic | The Range Remix                | [ 26 ] |
| 18 жовтня 2016 | Цифрове завантаження | ремікс How to Dress Well                  | Republic | How To Dress Well Remix        | [ 27 ] |
| 21 жовтня 2016 | Цифрове завантаження | ремікс Attlas                             | Republic | ATTLAS Remix                   | [ 28 ] |
| 28 жовтня 2016 | Цифрове завантаження | ремікс Miami Horror                       | Republic | Miami Horror Remix             | [ 29 ] |
| 13 січня 2017  | Цифрове завантаження | ремікс A-Trak (за участі Джоуї Пурпа)     | Republic | (A-Trak Remix) feat. Joey Purp | [ 30 ] |

## Критичні відгуки
3 серпня 2016 року на сайті PopMatters було опубліковано рецензію на сингл «You Don't Get Me High Anymore». Прайор Страуд оцінив його на вісім балів з десяти, охарактеризувавши як «динамічне, тонко зловісне, наповнене водночас свіжою мелодикою та розмитими синтезаторами, блискуче протистояння синті-року з нашою культурою неймовірних бажань і нестримних надмірностей». На думку оглядача, реліз синглу засвідчив, що нью-йоркський гурт все ще здатен знаходити натхнення для наступних робіт, а сама пісня стала своєрідною антиутопією, яка продемонструвала, що в сучасному світі найбільшу вагу мають секс, наркотики та задоволення власних потреб.
Після релізу альбому Three, «You Don't Get Me High Anymore», що вийшла його провідним синглом, стала однією з найбільш обговорюваних пісень з платівки. Оглядачі видань The Skinny, PopMatters та Exclaim! відзначили її «дружність для радіостанцій», тому що замість хіп-хопу та електропопу гурт наблизився до традиційної попмузики; разом з тим, в журналі Under the Radar це, навпаки, назвали недоліком пісні. На сайтах Allmusic, The Line of Best Fit та musicOMH звернули увагу на зростання Сари Бартел як співачки, що зуміла продемонструвати свій широкий вокальний діапазон, вдало комбінуючи в одній пісні шепіт, фальцет і крик; зокрема, на сайті The Skinny її інтонації порівняли із солістками гуртів Curve та Garbage. На сайті Pitchfork також зауважили, що саме на «You Don't Get Me High Anymore» найкраще помітні «відбитки пальців» продюсера Рікі Ріда, а в електронному журналі Slant Magazine пісню порівняли з хітовою дримпоповою композицією «Fall in Love» з попереднього альбому Phantogram Voices.

## Кавер-версії
Протягом наступних років вийшло декілька кавер-версій композиції, записаних різними рок-гуртами. Найбільш відомою стала версія канадського альт-рок-гурту Three Days Grace, записана в торонтській студії в жовтні 2016 року. Музиканти замінили оригінальну партію синтезатора на гітарний риф, змінивши тональність і темп пісні, нашвидкуруч створили аранжування та записали кавер буквально за декілька спроб. Ця версія була опублікована на Amazon, iTunes та Google Play як цифровий сингл, але не потрапила до студійних альбомів гурту. Окрім Three Days Grace, кавер-версію пісні випустив маловідомий американський гурт Charlatan, а канадські панк-рокери PUP виконали пісню наживо в програмі Like A Version австралійської радіостанції Triple J.
2019 року на шоу Live Lounge британської радіостанції BBC Radio 1 американська співачка Біллі Айліш разом зі своїм братом Фіннеасом О'Коннеллом виконала акустичну версію «You Don't Get Me High Anymore». Оголошуючи назву композиції, Біллі Айліш попередила аудиторію, що це одна з її улюблених пісень, але вона може «сильно налажати» (англ. bomb it). Phantogram схвально відгукнулися про кавер у власній фейсбук-спільноті, а редакція британського вебсайту Far Out 2023 року внесла «You Don't Get Me High Anymore» до списку десяти найкращих каверів у виконанні Біллі Айліш.